# Croatian Badminton Association
De Croatian Badminton Association is de nationale badmintonbond van Kroatië.
De huidige president van de Kroatische bond is Ratko Galjer. Anno 2015 telde de bond 729 leden, verdeeld over 25 badmintonclubs. De bond is sinds 1992 aangesloten bij de Europese Bond.